# Opus Anglicanum
Opus Anglicanum ili engleski vez fini je vez u srednjovjekovnoj Engleskoj koji se radio za crkvenu ili sekularnu svrhu na odjeći, visećim tkaninama i ostalom tekstilu, često uz uporabu zlatnih ili srebrnih niti na bogatoj baršunastoj ili lanenoj potki. Engleski je vez bio na glasu kao najbolji u Europi i zato je bila diljem Europe velika potražnja za njime, osobito od 12. do 14. stoljeća te je bio luksuzni proizvod koji je često bio predmet diplomatskih darova.

## Daljnji tekstovi
- King, Donald: Opus Anglicanum: English Medieval Embroidery, London: HMSO, 1963.
- Christie, A.G.I: English Medieval Embroidery, Oxford: Clarendon Press, 1938.
- Staniland, K: Medieval Craftsmen: Embroiderers, London: British Museum Press, 1991.
- Michael, M.A: The Age of Opus Anglicanum (London, Harvey Miller/Brepols, 2016.
- Browne C., Davies, G & Michael, M.A: English Meidieval Embroidery, Opus Anglicanum, London and New Haven, Yale University Press, 2016.

## Vanjske poveznice
- Opus Anglicanum at Historical Needlework  Arhivirana inačica izvorne stranice od 27. ožujka 2023. (Wayback Machine) (eng.)
- Opus Anglicanum: English Work, or How to Paint With a Needle (eng.)
- Medieval English embroidery  Arhivirana inačica izvorne stranice od 7. rujna 2012. (Wayback Machine) at the Victoria and Albert Museum website  (eng.)
- Chasuble in Opus Anglicanum, Metropolitan Museum of Art (eng.)